# Новосёлки (Городищенский сельсовет)
Новосёлки (бел. Навасёлкі) — деревня в Городищенском сельсовете Барановичского района Брестской области Белоруссии, в 20 км от города Барановичи. Население — 30 человек (2023).

## География
Около деревни берёт своё начало река Смолянка, правый приток реки Щара. Деревня расположена в 20 км по автодорогам к северу от центра Барановичей и в 7,5 км по автодорогам к югу от центра сельсовета, городского посёлка Городище. Имеется остановка автобуса № 205, связывающего деревню с Барановичами и Городищем. Есть кладбище.

## История
Упоминается на карте Шуберта первой половины XIX века.
В 1909 году — деревня Городищенской волости Новогрудского уезда Минской губернии, 45 дворов, 246 жителей.
С 1921 года в гмине Городище Новогрудского, затем Барановичского повета Новогрудского воеводства межвоенной Польши. По переписи 1921 года в деревне числилось 30 жилых и 7 прочих обитаемых зданий, в которых проживал 171 человек (90 мужчин, 81 женщина), все поляки (по вероисповеданию — 130 православных и 41 римский католик).
С 1939 года в составе БССР. С июня 1941 по начало июля 1944 года была оккупирована немецкими войсками. В сражении за деревню 5 июля 1944 года отметился старший сержант Яков Сулейманов. Во главе группы бойцов он подполз до позиции противника и забросал гранатами участок обороны немцев, вынудив их отступить, чем содействовал выходу из окружения 200 советских солдат.
С 15 января 1940 года в Городищенском районе Барановичской, с 8 января 1954 года Брестской области. 25 декабря 1962 года передана Барановичскому району. До недавнего времени действовал магазин.

## Население
На 1 января 2023 года в деревне проживало 30 человек в 17 хозяйствах, из них 3 младше трудоспособного возраста, 16 в трудоспособном возрасте и 11 старше трудоспособного возраста.
| Численность населения (по переписи) | Численность населения (по переписи) | Численность населения (по переписи) | Численность населения (по переписи) | Численность населения (по переписи) | Численность населения (по переписи) | Численность населения (по переписи) |
| 1909                                | 1921                                | 1959                                | 1970                                | 1999                                | 2009                                | 2019                                |
| ----------------------------------- | ----------------------------------- | ----------------------------------- | ----------------------------------- | ----------------------------------- | ----------------------------------- | ----------------------------------- |
| 246                                 | ↘171                                | ↗182                                | ↘121                                | ↘69                                 | ↘45                                 | ↘26                                 |